# Sándor Balassa
Sándor Balassa (Budapest (Hongria), 20 de gener, 1935 - Idem. 14 de maig, 2021), va ser un compositor i professor universitari hongarès.

## Biografia
Sándor Balassa va treballar inicialment com a peó de fàbrica. De 1952 a 1956 es va formar com a director de cor al Conservatori Béla Bartók de Budapest. El 1960 va ser admès a l'Acadèmia de Música Franz Liszt i allí va estudiar composició amb Endre Szervánszky fins que es va graduar el 1965. De 1964 a 1980 va treballar com a editor musical a la ràdio hongaresa. Fou professor d'instrumentació a la Universitat de Música des de 1981 i com a professor des de 1993. Es va retirar d'aquest càrrec el 1996.
Balassa va rebre el premi Kossuth el 1983.

## Treballs
La seva obra inclou òperes, obres orquestrals, música de cambra i coral. Després d'una fase inicial caracteritzada per la tècnica lliure de dotze tons, les influències de Zoltán Kodály es van fer evidents, especialment en la seva música vocal. Des de finals de la dècada de 1970, Balassa ha tornat a la diatònica i, entre altres coses, a la seva òpera Karl és Anna (1987/1992), va tornar a la tonalitat.